# Savage 1907/1913/1915/1917
Pour les articles homonymes, voir Savage.

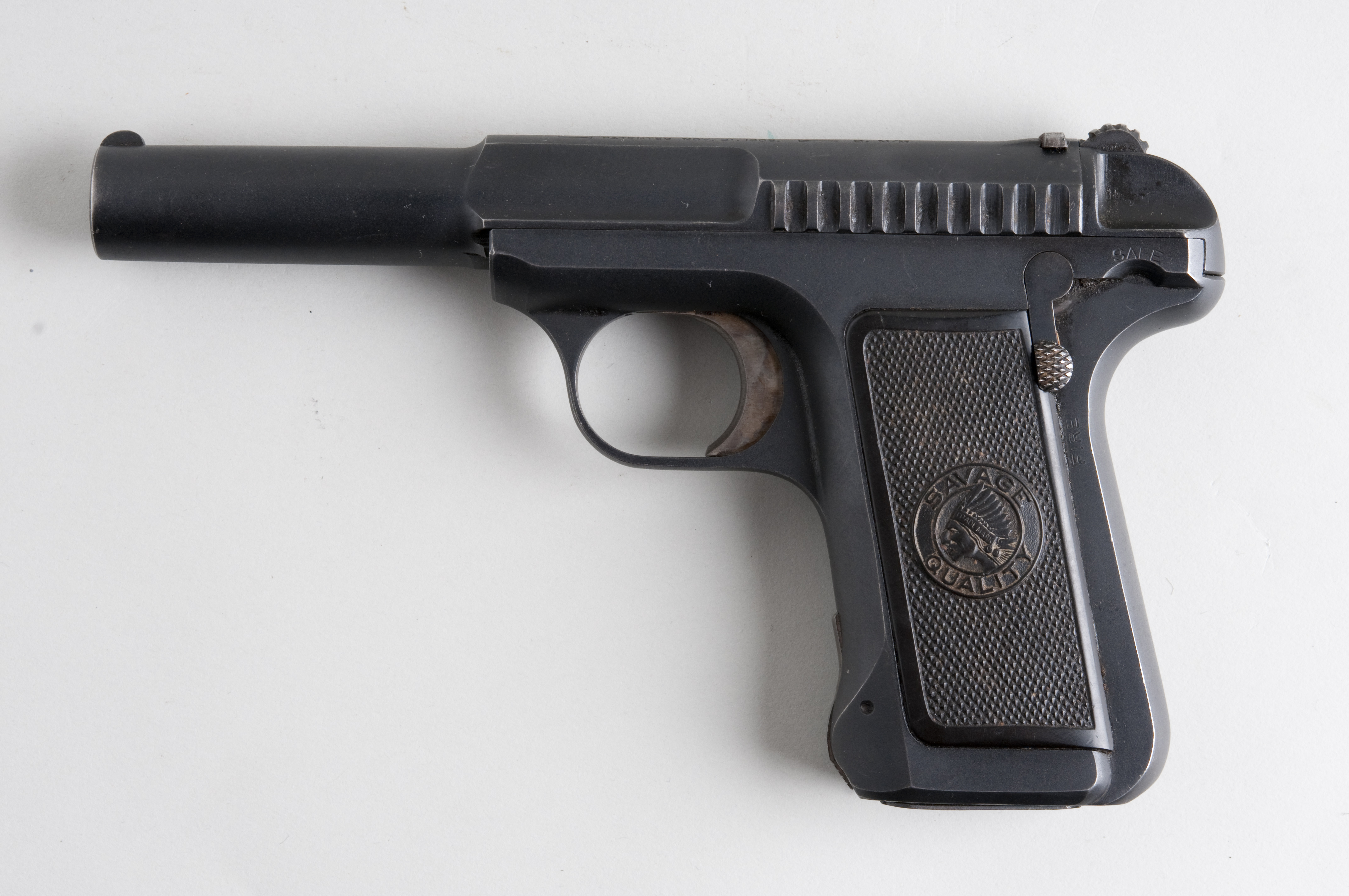
Savage 1907

Les pistolets Savage 1907/1913/1915/1917 sont des armes de poings de police et défenses produites aux États-Unis mais leurs utilisateurs principaux furent européens.

## Présentation
Ces armes fonctionnent grâce à une platine à simple action et une culasse retardée. Le Modèle 1907 comprend un indicateur de chargement ayant la forme d’un chien moleté. Cet indicateur disparaît sur le M1915. Le M 1917 comprend quant à lui un véritable chien extérieur que le tireur peut armer avec le pouce. Les organes de visée sont fixes. Les chargeurs possédant une grande capacité pour leur époque utilisaient pour cela le système de la quinconce. Un levier manuel et une pédale de sûreté. Le bas de la crosse comporte un anneau pour dragonne sur les modèles utilisés militairement. La forme de ladite crosse change sur le M1917 de même que le mode de fixation des plaquettes.

## Modèles
- M1907 : Modèle original issu au brevet du Major Ebert H Searle de 1905.
- M1913 : variante du M1907 en .380 ACP.
- M1915 : évolution et remplaçant provisoire du M1907. Outre l’indicateur de chargement, le nombre de stries de préhension de la glissière évolue.
- M1917 : remplaçant du 1907. Les différences figurent dans la rubrique précédente. Son calibre est de 7,65 mm ou 9 mm.

## Production et diffusion
La firme américaine Savage Arms Company de Utica (New York) produisit le 1907 d’août 1907 à 1916. Le rarissime M1913 n’est présent sur le marché aux États-Unis que pendant quatre ans et le M1915 seulement deux. Quant au M1917, sa production cesse en 1926 (en 7,65) et 1928 (en 7,65). Le M1907 servit aux armées française et portugaise (Savage M/908) durant la Première Guerre mondiale, ainsi qu’à l’assassin de Raspoutine. Le M1915 fut également vendu au Portugal (Savage M/915). Un M1907 ou M1917 apparaît dans le film Le Privé de ces dames (au poing d’E. Desire interprété par Sid Caesar) ou Les Sentiers de la perdition (aux mains du tueur mafieux joué par Jude Law). La production totale de ces PA dépassa les 220 000 armes avec un pic des ventes entre 1915 et 1917.

## Données numériques
| Modèle | Munition                 | Longueur     | Canon       | Masse à vide  | Chargeur        |
| ------ | ------------------------ | ------------ | ----------- | ------------- | --------------- |
| M1907  | 7,65 Browning            | 16,8 cm      | 9,5 cm      | 0,625 kg      | 10 cartouches   |
| M1913  | 9mm court                | 16,8 cm      | 9,6 cm      | 0,625 kg      | 9 cartouches    |
| M1915  | 7,65 Browning            | 16,6 cm      | 9,6 cm      | 0,570 kg      | 10 cartouches   |
| M1917  | 7,65 Browning/ 9mm court | 16,8/17,7 cm | 9,6/10,8 cm | 0,54/0,624 kg | 10/9 cartouches |

## Sources en français
- R. Caranta, Les Pistolets automatiques étrangers (1900-1950), Crépin-Leblond, 2000
- J. Huon, Les Armes de poing de l’armée Française (1858-2004), Crépin-Leblond, 2004
- Article de H. Vuillemin paru dans la Gazette des armes no 397, avril 2008, pp. 14-19
- Martin J. Dougherty, Armes à feu : encyclopédie visuelle, Elcy éditions, 304 p. (ISBN 9782753205215), p. 75.